# Juan Miguel Dihigo
Juan Miguel Dihigo y Mestre (La Habana, 1866-La Habana, 1952) fue un lingüista y profesor cubano.

## Biografía
Nacido el 8 de mayo de 1866 en La Habana, recibió su educación secundaria en el Colegio de Belén, un centro jesuita. Posteriormente ingresó en la Universidad de La Habana y cursó Filosofía y Letras y Derecho, licenciándose en 1884. Obtuvo el doctorado de Filosofía y Letras en 1888 y el de Derecho Civil y Canónico en 1898. En 1891 había empezado como profesor asistente de griego. Poco después de recibir su doctorado en Derecho se le concedió en 1899 un puesto como profesor de griego en la Universidad. En 1919 era catedrático de Lingüística y Filología y en 1901 fue nombrado secretario del Departamento de Ciencias y Letras, de cuya revista se convirtió en director en 1914. Fundó en la universidad el Laboratorio de Fonética Experimental. Encargado de reorganizar y reformar las escuelas secundarias de la República de Cuba, fue miembro de la Association pour l'Encouragement des Études grecques en France, de la Sociedad de Lingüistas de París, de la Sociedad Geográfica de México y de la Academia Cubana de la Historia. En 1918, fue elegido miembro correspondiente de la Hispanic Society of America. Falleció el 15 de febrero de 1952 en su ciudad natal.
Fue autor de obras como Paradigmas de verbos árabes (1891), Sinopsis de gramática griega (1894), Elogio del Dr. Nicolás Heredia y Mota (1902), José Ignacio Rodríguez (1907), Discurso de apertura del curso escolar de 1907 a 1908 (1907), Las raíces griegas (1908), Regnaud y su obra (1908), El profesor Graziadio I. Ascoli (1908), Roosevelt y la ortografía inglesa (1909), La fonética experimental en el Laboratorio de Rousselot (1909), Bréal (1910), La fonética experimental en la ciencia del lenguaje (1911), Rufino J. Cuervo (1911), L'enseignement de la langue grecque à Cuba (1912), El Congreso de orientalista y el Jubileo de la Universidad de Grecia (1912), Elogio del Dr. Ramón Meza y Suárez Inclán (1912), Reparos etimológicos al Diccionario de la lengua castellana, Voces derivadas del griego (1912), La Biblia desde el punto de vista lingüístico (1913), Las clases populares y la extensión universitaria (1914), El habla popular al través de la literatura cubana (1915), Rafael María Merchán (1915), Poey en su aspecto literario y lingüístico (1915), La Universidad de la Habana (1915), El movimiento lingüístico en Cuba (1916) y Hacia el viejo Oriente (1917).